# Mónica Puig
Mónica Puig Marchán (San Juan, 27 settembre 1993) è un'ex tennista portoricana.
Ha conquistato la medaglia d'oro ai Giochi Olimpici di Rio de Janeiro 2016, battendo a sorpresa in finale la tedesca Angelique Kerber, al tempo numero due del mondo e favorita per la vittoria finale. Si è trattata della prima medaglia per il Porto Rico ad essere vinta da una donna, nonché del primo storico oro conquistato dal paese in un'Olimpiade.
In carriera si è aggiudicata anche un torneo WTA a Strasburgo ed ha raggiunto la 27ª posizione della classifica mondiale nel settembre 2016, suo best ranking.

## Biografia
Ad introdurla al tennis è stata la madre, Astrid; il padre si chiama Jose. Ha un fratello di nome Ricky, ingegnere aeronautico; è allenata da Dorian Descloix.

## Carriera

### Junior
Ha ottenuto buoni risultati a livello giovanile: nel gennaio 2011 perde la finale degli Australian Open contro la belga An-Sophie Mestach mentre a maggio si arrende in finale a Parigi contro la tunisina Ons Jabeur. Ha raggiunto la seconda posizione in classifica nell'aprile 2010.

### Professionista
Nel circuito ITF ha vinto sei tornei in singolare mentre nelle competizioni WTA ha raggiunto al massimo i quarti di finale, all'Estoril Open 2013. In Fed Cup ha giocato ventidue match con la squadra portoricana vincendone dodici.
Al Torneo di Wimbledon 2013 è stata eliminata agli ottavi di finale dalla coetanea statunitense Sloane Stephens con il punteggio di 6-4, 5-7, 1-6. Ha conquistato il suo primo titolo WTA a Strasburgo nel maggio 2014 superando in finale Sílvia Soler Espinosa. 

### 2016: l'anno migliore

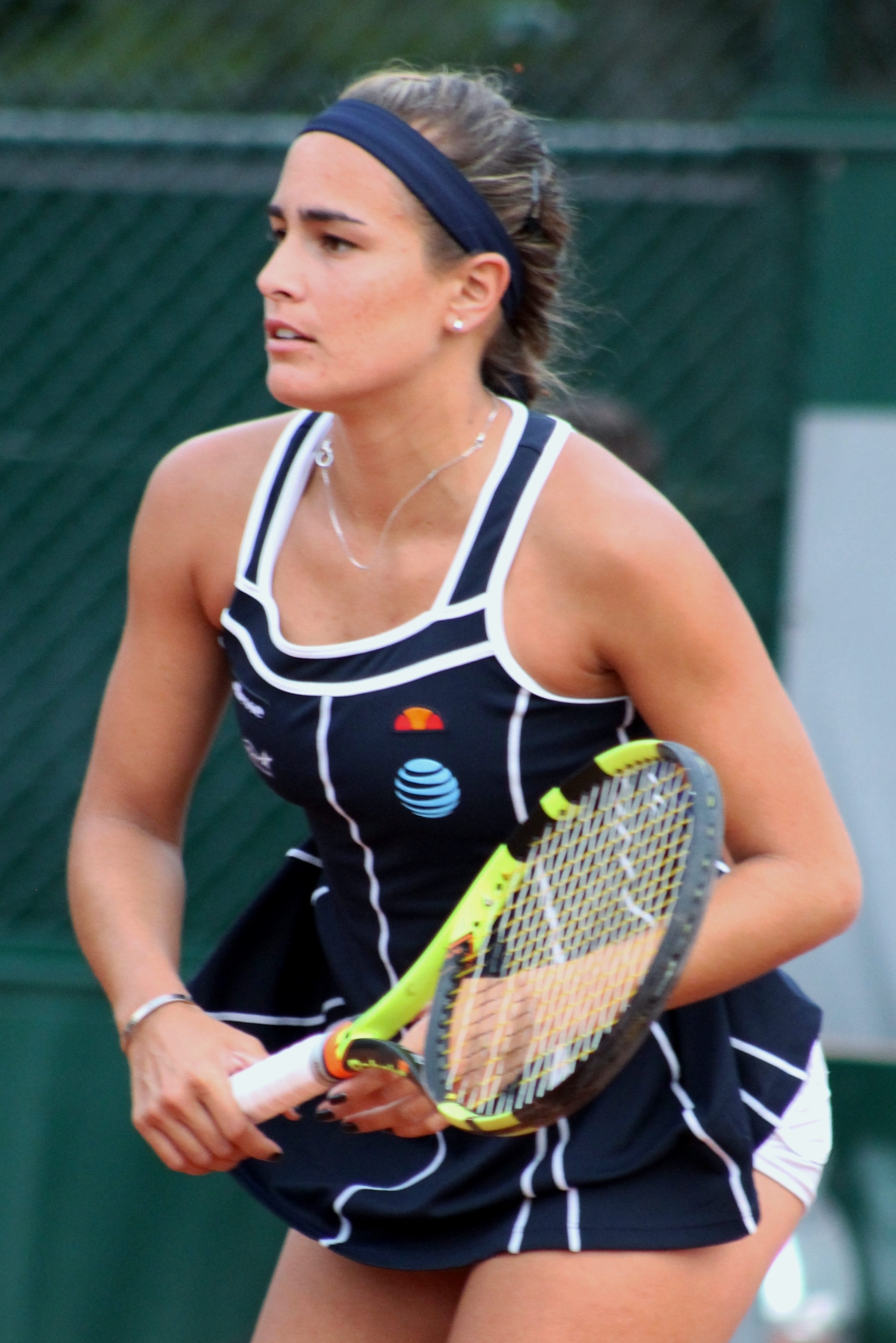
Mónica al Roland Garros 2016

Ad Auckland non supera le qualificazioni, mentre a Sydney perde la finale del torneo WTA Premier contro la russa Svetlana Kuznecova con il punteggio di 0-6 2-6. Arrivata dalle qualificazioni nella corsa alla finale estromette: Magdaléna Rybáriková per 6-2 3-6 6-4; Anna Karolína Schmiedlová per 6-1 6-0; Samantha Stosur per 6-4 6-4 e Belinda Bencic, testa di serie numero otto, a causa del ritiro della svizzera sul 6-0 per la Puig. All'Australian Open estromette senza grandi problemi Magda Linette in due set e rimonta Kristýna Plíšková per 4-6 7-6 9-7; viene poi sconfitta nettamente dalla testa di serie n° 4, Agnieszka Radwańska (4-6 0-6). Ad Acapulco e a Monterrey raggiunge gli ottavi di finale venendo sconfitta rispettivamente da Yanina Wickmayer e Pauline Parmentier. Sul suolo americano, agli Indians Wells, si sbarazza facilmente di Mirjana Lučić-Baroni e di Anna Karolína Schmiedlová, ma viene sconfitta al terzo set da Dar'ja Kasatkina nel terzo turno; mentre a Miami supera in rimonta la giovane Catherine Bellis per 4-6 6-3 6-2, per poi venire estromessa da Viktoryja Azaranka, testa di serie numero tredici, per 2-6 4-6. A Charleston elimina Lucie Hradecká per 6-3 6-2 e la sesta testa di serie, Andrea Petković, per 7-5 6-2; viene poi rimontata nel terzo turno da Irina-Camelia Begu per 6-1 2-6 6-7. A Praga raggiunge i quarti di finale dove incontra nuovamente Svetlana Kuznecova, testa di serie n° 1, che si impone per 6-4 5-7 4-6. Dopo aver vinto le qualificazioni agli Internazionali d'Italia, elimina a sorpresa Elina Svitolina per 6-1 4-6 6-1, ma viene poi defilata con un doppio 1-6 da Jeļena Ostapenko. Agli Internazionali di Strasburgo supera in rimonta la testa di serie numero uno, Sara Errani, per poi ritirarsi contro Virginie Razzano sul punteggio di 6-7 6-2 2-3. Nello Slam parigino estromette Vol'ha Havarcova per 7-5 6-3 e Julia Görges per 7-5 6-7 7-5, perde contro Madison Keys per 6-7 3-6. Raggiunge la semifinale a Nottingham dove viene sconfitta da Karolína Plíšková con un doppio 2-6. In Spagna, a Maiorca, viene fermata nel secondo turno da Kirsten Flipkens 3-6 4-6. Gioca un'altra semifinale ad Eastbourne. Dopo aver superato le qualificazioni, estromette in ordine: Naomi Broady, Ana Konjuh, Caroline Wozniacki e Kristina Mladenovic; viene fermata da Dominika Cibulková per 2-6 1-6. A Wimbledon non va oltre il primo turno dove viene sconfitta da Johanna Konta per 1-6 5-7. A Washington si ferma al secondo turno per mano di Lauren Davis, mentre a Toronto non va oltre il primo turno perdendo contro Naomi Broady. Raggiunge la quarta semifinale della stagione in Brasile dove viene sconfitta da Irina-Camelia Begu con un doppio 3-6. 

#### Storica medaglia d'oro alle Olimpiadi
Rappresenta il Porto Rico alle Olimpiadi di Rio, come la numero trentaquattro del mondo. Inizia il torneo con due comode vittorie su Polona Hercog ed Anastasija Pavljučenkova, superando entrambe con il punteggio di 6-3 6-2. Successivamente, è opposta alla numero quattro del mondo e vincitrice del Roland Garros, Garbiñe Muguruza, contro la quale gioca una partita impeccabile, lasciando appena due games alla spagnola. Nei quarti di finale incontra Laura Siegemund, ma anche a lei rifila un doppio 6-1. Giunta in semifinale, trova Petra Kvitová, bicampionessa di Wimbledon, contro la quale si aggiudica il primo parziale per 6-4, dopo aver recuperato uno svantaggio di 0-3, cedendo malamente nel secondo in poco meno di mezz'ora (1-6); tuttavia, si riprende nell'ultimo set, aggiudicandosi la partita con lo score finale di 6-4 1-6 6-3. In questo modo, assicura al proprio paese una storica medaglia olimpica nel tennis contro ogni pronostico. In finale si scontra con Angelique Kerber, numero due del ranking e favorita alla vittoria, nonché vincitrice degli Australian Open, ma con una performance impeccabile vince e si aggiudica la medaglia d’oro, prima portoricana della storia a riuscirci. 
Agli US Open viene subito estromessa da Zheng Saisai per 4-6 2-6. A Tokyo raggiunge i quarti di finale, superando nuovamente Petra Kvitová, dove viene estromessa da Agnieszka Radwańska per 2-6 3-6. A Wuhan esce di scena per mano di Roberta Vinci, che la liquida con un doppio 3-6. A Pechino viene estromessa da Yanina Wickmayer, la quale le lascia solo due games. Invece, a Tanjin raggiunge i quarti di finale dove cede a Danka Kovinić per 4-6 3-6.

### 2017: quarta finale WTA

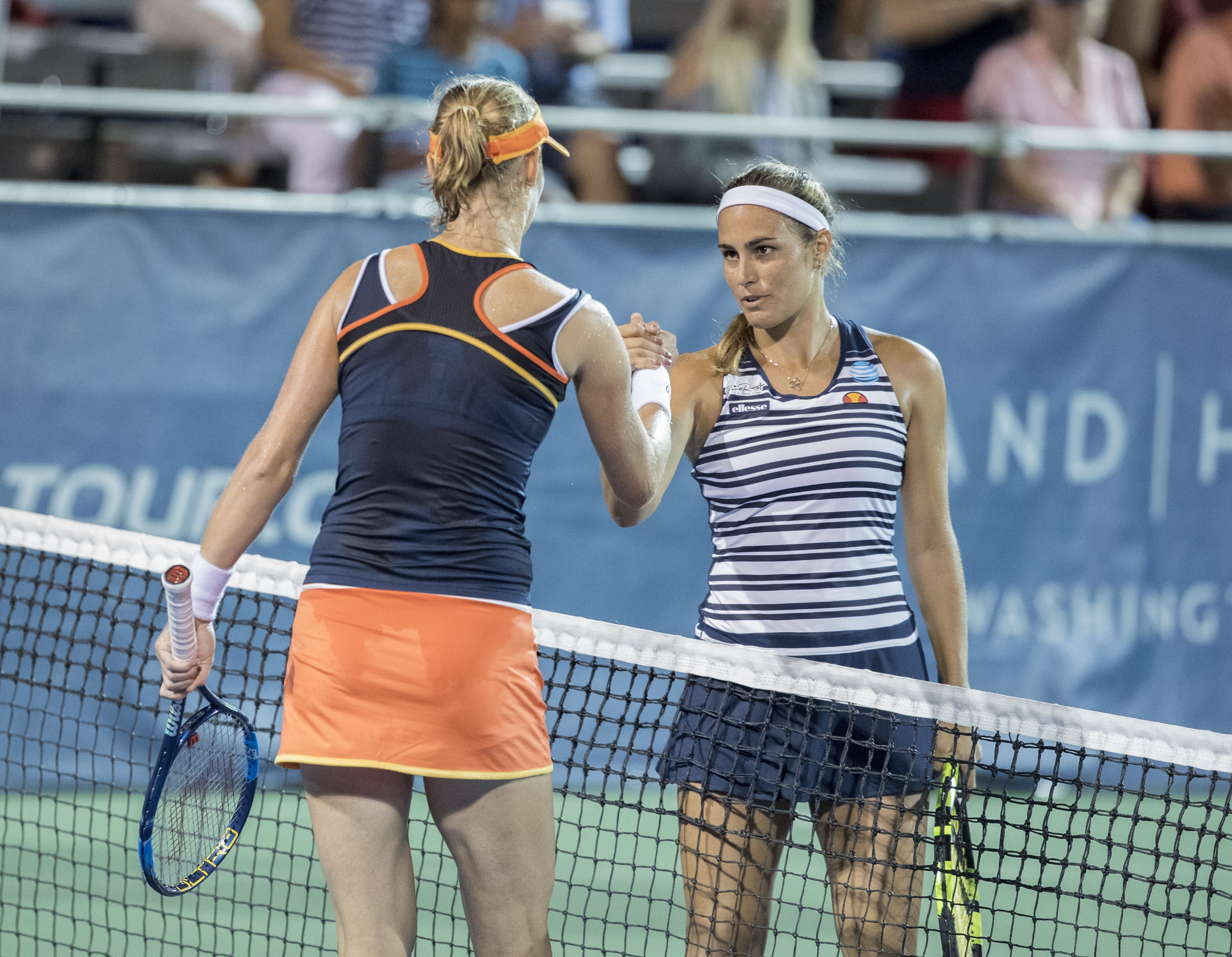
Mónica nel 2017

Inizia l'anno partecipando al torneo di Brisbane dove viene eliminata con un doppio 3-6 dalla sesta testa di serie, Elina Svitolina. A Sydney perde punti preziosi in quanto non raggiunge la finale come l'anno precedente, ma viene sconfitta in tre set dalla testa di serie n° 10, Caroline Wozniacki. All'Australian Open supera Patricia Maria Tig lasciandole un solo game, per poi venire sconfitta da Mona Barthel per 4-6 4-6. Raggiunge la semifinale in Qatar dove si arrende nuovamente a Caroline Wozniacki con un risultato più netto: 1-6 2-6. La Kerber si rifà sulla portoricana nel quarto turno a Dubai imponendosi per 2-6 3-6. Ad Acaplulco raggiunge i quarti di finale arrendendosi a Christina McHale per 2-6 2-6. Nei tornei americani raggiunge il secondo turno agli Indians Wells e a Charleston perdendo contro Karolína Plíšková e Dar'ja Kasatkina, strappando un set ad entrambe. A Miami, invece, viene sconfitta in due sets al primo turno per mano di Sorana Cîrstea. A Madrid e a Roma non va oltre il primo turno uscendo di scena contro Lauren Davis e Julija Putinceva. A Strasburvo viene sconfitta da Kristýna Plíšková per 2-6 3-6 nel secondo turno. Nel Roland Garros si impone in tre sets su Roberta Vinci, per poi arrendersi alla futura campionessa, Jeļena Ostapenko, per 3-6 2-6. A Wimbledon viene sorpresa da Timea Bacsinszky per 1-6 3-6 6-0. Disuputa il torneo di Washington in preparazione all'US Open, ma viene sconfitta dalla settima testa di serie, Ekaterina Makarova, per 2-6 4-6 nel secondo turno; a Cincinnati supera le qualificazioni, ma esce subito di scena per mano di Taylor Townsend, che si impone per 6-3 3-6 2-6; in New Heaven non supera le qualificazioni. Agli US Open viene sconfitta per 6-7 nel terzo set da Mirjana Lučić-Baroni. Prende parte al torneo di Tokyo dove, dopo aver superato cedendo un set a Hsieh Su-wei, viene eliminata nettamente da Garbiñe Muguruza, testa di serie n° 1. A Wuhan, supera le qualificazioni e raggiunge il terzo turno dove viene fermata da Jeļena Ostapenko per 2-6 6-3 3-6. A Pechino non supera le qualificazioni. Nel torneo di Linz viene subito eliminata da Ajla Tomljanović in rimonta. Arriva qualche soddisfazione nell'ultimo torneo che decide di disputare, a Lussemburgo. Qui estromette Angelique Kerber per 6-3 6-4; Alison Van Uytvanck per 7-6 7-6; Naomi Broady per 6-0 5-7 6-1 ed Elise Mertens per 6-2 7-5. In finale viene sconfitta da Carina Witthöft per 3-6 5-7.

### 2018-2021: inizio del declino

#### 2018

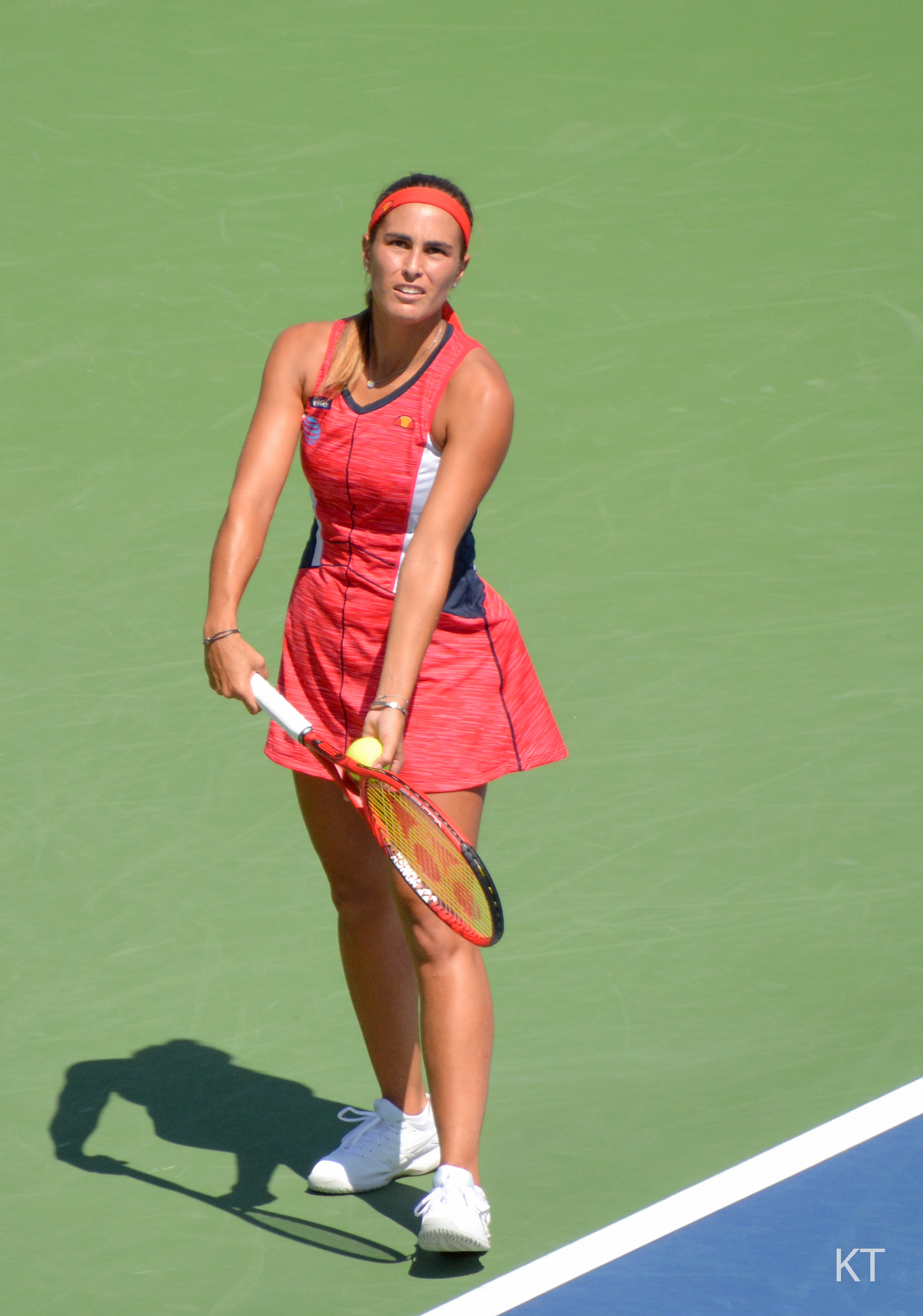
Mónica agli US Open 2018

Inizia l'anno malamente venendo sconfitta ad Auckland da Julia Görges, testa di serie numero due, per 4-6 6-4 2-6. Nel torneo di Sydney non va oltre le qualificazioni. Agli Australian Open si sbarazza per 4-6 7-6 6-4 di Samantha Stosur, per poi arrendersi contro Kaia Kanepi per 4-6 3-6. Ad Acapulco usufruisce del ritiro di Dajana Jastrems'ka sul punteggio di 2-6 6-4 5-0 in favore alla Puig; contro Rebecca Peterson perde con lo score di 1-6 4-6. In doppio raggiunge la semifinale. Agli Indians Wells estromette Beatriz Haddad Maia per 6-3 7–6(3), per poi essere fermata da Anastasija Sevastova per 2-6 6-2 1-6. Raggiunge i quarti di finale a Miami dove, dopo aver sconfitto Samantha Stosur, Caroline Wozniacki (n° 2 del mondo) e Maria Sakkarī, si arrende a Danielle Collins per 6-3 4-6 2-6. Ripete i quarti a Monterrey dove viene fermata da Tímea Babos pe 4-6 2-6. Nel masters di Madrid supera Zarina Dijas per 6-4 2-6 6-2, per poi venire sconfitta da Petra Kvitová per 3-6 6(8)–7. Si ritira nelle qualificazioni per gli Internazionali d'Italia.
A Wimbledon non va oltre il primo sconfitta da Julia Görges per 4-6 6(7)–7. Viene estromessa nel primo turno a Toronto da Anastasija Sevastova per 6-4 6(9)–7 1-6, dopo aver avuto l'opportunità di chiudere il match nel tie-break. Non va oltre le qualificazioni a Cincinnati. Dopo un periodo di scarsi risultati, raggiunge la semifinale nel torneo di New Haven. Superate le qualificazioni, estromette: Timea Bacsinszky per 7-5 6-1; Anett Kontaveit per 6-4 6-3 e la n° 6 del mondo, Caroline Garcia per 7-5 1-6 6-2. La semifinale la vede opposta a Carla Suárez Navarro contro la quale si ritirerà (per problemi alla coscia sinistra) sul punteggio di 4-4, interrompendo così la corsa al titolo dopo aver disputato un ottimo torneo. Agli US Open ritorna al secondo turno dopo quattro anni superando Stefanie Vögele senza lasciarle nemmeno un game (6-0 6-0). 

#### 2019
Apre l'anno con una facile vittoria ad Auckland su Bethanie Mattek-Sands per 6-3 6-2, prima di cedere in due parziali a Hsieh Su-wei, mentre a Sydney esce di scena all'esordio nel tabellone principale per mano di Anett Kontaveit (6-2 5-7 1-6). Prende parte agli Australian Open, dove viene estromessa nel primo turno da Anastasija Pavljučenkova. Ritrova la vittoria ad Acapulco contro Maria Sakkarī, superando per 7-5 4-6 6-0, prima di ritirarsi contro Wang Yafan sul 1-4 in favore alla cinese. 
Vola negli Stati Uniti per il Sunshine Double, ma esce nel secondo turno contro Kontaveit a Indian Wells e nel primo a Miami contro Xiyu Wang. Disputa il Premier di Charleston raggiungendo a sorpresa la semifinale, eliminando in ordine: Sara Errani per 6-0 6-1, Sofia Kenin per 6-4 6-4, la terza testa di serie Aryna Sabalenka per 6-2 7-5 e Danielle Collins per 6-3 6-2. Tuttavia, verrà fermata da Madison Keys, la quale le infligge anche un bagel. Non si qualifica per Madrid e Roma, mentre viene sconfitta nei quarti di finale a Strasburgo da Sabalenka, che si vendica in tre sets. Arriva fiduciosa al Roland Garros, ma dopo le vittorie su Kirsten Flipkens e Dar'ja Kasatkina, viene fermata dalla giovane Iga Świątek in rimonta (6-0 3-6 3-6).
Seguono le sconfitte all'esordio a Maiorca e ad Eastbourne, mentre viene sconfitta nel secondo turno a Wimbledon da Karolína Plíšková, numero tre del mondo. La seconda parte della stagione è priva di risultati di rilievo, ad eccezione dei quarti di finale a Lussemburgo, poi persi in rimonta contro Julia Görges. 

#### 2020
La portoricana subisce un'operazione al gomito che, insieme alla Pandemia di COVID-19 del 2019-2021, la costringe a stare lontana dai campi di tennis fino ad agosto. Nel frattempo, Puig dichiara di aver sofferto di depressione, in seguito alle enormi aspettative che nutrivano le persone nei suoi confronti dopo la vittoria olimpica, e di essersi laureata ad Harvard.
Il 20 agosto torna in campo, prende parte alle qualificazioni di Cincinnati: viene sconfitta da Katie Volynets per 6-4 6-7 3-6. Non andrà oltre al primo turno nemmeno agli US Open, eliminata da Margarita Gasparjan (3-6 7-6 0-6), e al Roland Garros, estromessa da Sara Errani (2-6 1-6).

#### 2021
A inizio anno, conferma la sua cancellazione dagli Australian Open a causa di un infortunio subito alla spalla.
A fine anno decide di assumere come nuovo allenatore Dorian Descloix (che in precedenza aveva allenato Viktoryja Azaranka).

## Statistiche WTA

### Singolare

#### Vittorie (2)
| Legenda               |
| --------------------- |
| Grande Slam (0)       |
| Ori Olimpici (1)      |
| WTA Finals (0)        |
| Premier Mandatory (0) |
| Premier 5 (0)         |
| Premier (0)           |
| International (1)     |

| N. | Data           | Torneo                                   | Superficie  | Avversaria in finale  | Punteggio     |
| 1. | 24 maggio 2014 | Internationaux de Strasbourg, Strasburgo | Terra rossa | Sílvia Soler Espinosa | 6-4, 6-3      |
| 2. | 13 agosto 2016 | Giochi Olimpici, Rio de Janeiro          | Cemento     | Angelique Kerber      | 6-4, 4-6, 6-1 |

#### Sconfitte (2)
| Legenda               |
| --------------------- |
| Grande Slam (0)       |
| Argenti Olimpici (0)  |
| WTA Finals (0)        |
| Premier Mandatory (0) |
| Premier 5 (0)         |
| Premier (1)           |
| International (1)     |

| N. | Data            | Torneo                                       | Superficie  | Avversaria in finale | Punteggio |
| 1. | 15 gennaio 2016 | Apia International Sydney, Sydney            | Cemento     | Svetlana Kuznecova   | 0-6, 2-6  |
| 2. | 21 ottobre 2017 | BGL-BNP Paribas Open Luxembourg, Lussemburgo | Cemento (i) | Carina Witthöft      | 3-6, 5-7  |

## Statistiche ITF

### Singolare

#### Vittorie (6)
| Torneo $100.000 (1) |
| Torneo $80.000 (0)  |
| Torneo $75.000 (0)  |
| Torneo $60.000 (0)  |
| Torneo $50.000 (1)  |
| Torneo $25.000 (2)  |
| Torneo $15.000 (0)  |
| Torneo $10.000 (2)  |

| N. | Data             | Torneo                                           | Superficie  | Avversaria in finale | Punteggio     |
| 1. | 19 aprile 2010   | Torneo Internacional Ciutat de Torrent, Valencia | Terra rossa | Nanuli Pipija        | 3-6, 6-1, 6-2 |
| 2. | 20 febbraio 2011 | City Of Surprise Women's Open, Surprise          | Cemento     | Lenka Wienerová      | 6-4, 6-0      |
| 3. | 1º maggio 2011   | ITF Women's Circuit Chiasso, Chiasso             | Terra rossa | Andrea Hlaváčková    | 7-6(4), 7-5   |
| 4. | 22 agosto 2011   | ITF Femenil San Luis Potosí, San Luis Potosí     | Cemento     | Nika Kucharčuk       | 6-3, 6-0      |
| 5. | 8 ottobre 2012   | Open GDF Suez de Touraine, Joué-lès-Tours        | Cemento (i) | Maria João Koehler   | 3-6, 6-4, 6-1 |
| 6. | 22 ottobre 2012  | Internationaux Féminins de la Vienne, Poitiers   | Cemento (i) | Elena Vesnina        | 7-5, 1-6, 7-5 |

#### Sconfitte (4)
| Torneo $100.000 (0) |
| Torneo $80.000 (0)  |
| Torneo $75.000 (0)  |
| Torneo $60.000 (0)  |
| Torneo $50.000 (1)  |
| Torneo $25.000 (3)  |
| Torneo $15.000 (0)  |
| Torneo $10.000 (0)  |

| N. | Data             | Torneo                                     | Superficie  | Avversaria in finale      | Punteggio     |
| 1. | 30 ottobre 2011  | Puerto Rico Women's Challenger, Bayamón    | Cemento     | Michelle Larcher de Brito | 3-6, 2-6      |
| 2. | 18 marzo 2012    | Internacional Femenil Poza Rica, Poza Rica | Cemento     | Jaroslava Švedova         | 1-6, 2-6      |
| 3. | 30 giugno 2012   | Open GDF SUEZ du Périgord, Périgueux       | Terra rossa | Irina Chromačëva          | 3-6, 2-6      |
| 4. | 23 dicembre 2012 | Ankara Cup, Ankara                         | Cemento (i) | Ankara Cup                | 7-5, 3-6, 4-6 |

### Doppio

#### Sconfitte (1)
| Torneo $100.000 (1) |
| Torneo $80.000 (0)  |
| Torneo $75.000 (0)  |
| Torneo $60.000 (0)  |
| Torneo $50.000 (0)  |
| Torneo $25.000 (0)  |
| Torneo $15.000 (0)  |
| Torneo $10.000 (0)  |

| N. | Data           | Torneo                              | Superficie  | Partner           | Avversario in finale           | Punteggio |
| 1. | 15 luglio 2012 | Open GDF SUEZ de Biarritz, Biarritz | Terra rossa | Lara Arruabarrena | Séverine Beltrame Laura Thorpe | 2-6, 3-6  |

## Grand Slam Junior

### Singolare

#### Sconfitte (2)
| Tornei del Grande Slam  |
| ----------------------- |
| Australian Open (1)     |
| Open di Francia (1)     |
| Torneo di Wimbledon (0) |
| US Open (0)             |

| N. | Data            | Torneo                     | Superficie  | Avversaria in finale | Punteggio   |
| 1. | 29 gennaio 2011 | Australian Open, Melbourne | Cemento     | An-Sophie Mestach    | 4-6, 2-6    |
| 2. | 4 giugno 2011   | Open di Francia, Parigi    | Terra rossa | Ons Jabeur           | 6(8)-7, 1-6 |

## Risultati in progressione
| Sigla | Risultato               |
| ----- | ----------------------- |
| V     | Vincitore               |
| F     | Finalista               |
| SF    | Semifinalista           |
| O     | Oro olimpico            |
| A     | Argento olimpico        |
| SF    | Bronzo olimpico         |
| QF    | Quarti di Finale        |
| 4T    | Quarto turno            |
| 3T    | Terzo turno             |
| 2T    | Secondo turno           |
| 1T    | Primo turno             |
| RR    | Round Robin             |
| LQ    | Turno di qualificazione |
| A     | Assente                 |
| ND    | Non disputato           |

| Legenda superfici    |
| -------------------- |
| Cemento              |
| Terra battuta        |
| Erba                 |
| Superficie variabile |

### Singolare
| Torneo               | 2012 | 2013          | 2014          | 2015          | 2016  | 2017          | 2018          | 2019          | 2020          | 2021 | Titoli     | V–S        |
| -------------------- | ---- | ------------- | ------------- | ------------- | ----- | ------------- | ------------- | ------------- | ------------- | ---- | ---------- | ---------- |
| Australian Open      | Q2   | Q1            | 2T            | 2T            | 3T    | 2T            | 2T            | 1T            | A             | A    | 0 / 6      | 6–6        |
| Open di Francia      | Q3   | 3T            | 1T            | 1T            | 3T    | 2T            | A             | 3T            | 1T            |      | 0 / 6      | 7–6        |
| Wimbledon            | A    | 4T            | 1T            | 1T            | 1T    | 1T            | 1T            | 2T            | ND            |      | 0 / 7      | 4–7        |
| US Open              | Q1   | 1T            | 2T            | 1T            | 1T    | 1T            | 2T            | 1T            | 1T            |      | 0 / 7      | 2–7        |
| Totale               | 0–0  | 5–3           | 2–4           | 1–4           | 4–4   | 2–4           | 2–3           | 3–4           | 0–2           | 0–0  | 0 / 26     | 19–26      |
| Giochi olimpici      |      |               |               |               |       |               |               |               |               |      |            |            |
| Giochi olimpici      | A    | Non disputati | Non disputati | Non disputati | 1°    | Non disputati | Non disputati | Non disputati | Non disputati |      | 1 / 1      | 6–0        |
| Carriera             |      |               |               |               |       |               |               |               |               |      |            |            |
| Tornei giocati       | 2    | 15            | 19            | 23            | 25    | 21            | 14            | 19            | 2             | 0    | 138        | 138        |
| Titoli               | 0    | 0             | 1             | 0             | 1     | 0             | 0             | 0             | 0             | 0    | 2          | 2          |
| Finali               | 0    | 0             | 1             | 0             | 2     | 1             | 0             | 0             | 0             | 0    | 4          | 4          |
| Totale V–S           | 0–2  | 13–15         | 16–18         | 15–23         | 41–24 | 20–21         | 18–14         | 17–19         | 0–2           | 0–0  | 140–138    | 140–138    |
| Vittorie %           | 0%   | 46%           | 47%           | 39%           | 63%   | 49%           | 56%           | 47%           | 0%            | –    | 50%        | 50%        |
| Ranking di fine anno | 127  | 55            | 60            | 92            | 32    | 58            | 53            | 80            | 105           |      | $3.542.293 | $3.542.293 |

## Vittorie contro giocatrici Top 10
| Stagione | 2013 | 2014 | 2015 | 2016 | 2017 | 2018 | 2019 | Totale |
| Vittorie | 1    | 0    | 0    | 2    | 0    | 3    | 1    | 7      |

| #    | Giocatrice             | Ranking | Evento                          | Superficie  | Turno | Punteggio     | Rank. MPR |
| ---- | ---------------------- | ------- | ------------------------------- | ----------- | ----- | ------------- | --------- |
| 2013 |                        |         |                                 |             |       |               |           |
| 1.   | Sara Errani            | 5       | Torneo di Wimbledon, Londra     | Cemento     | 1T    | 6-3, 6-2      | 65        |
| 2016 |                        |         |                                 |             |       |               |           |
| 2.   | Garbiñe Muguruza       | 4       | Giochi Olimpici, Rio de Janeiro | Cemento     | 3T    | 6-1, 6-1      | 34        |
| 3.   | Angelique Kerber       | 2       | Giochi Olimpici, Rio de Janeiro | Cemento     | F     | 6-4, 4-6, 6-1 | 34        |
| 2018 |                        |         |                                 |             |       |               |           |
| 4.   | Caroline Wozniacki (1) | 2       | Miami Open, Miami               | Cemento     | 2T    | 0-6, 6-4, 6-4 | 82        |
| 5.   | Caroline Garcia        | 6       | Connecticut Open, New Haven     | Cemento     | QF    | 7-5, 1-6, 6-2 | 72        |
| 6.   | Caroline Wozniacki (2) | 2       | Wuhan Open, Wuhan               | Cemento     | 3T    | 7-6(10), 7-5  | 51        |
| 2019 |                        |         |                                 |             |       |               |           |
| 7.   | Aryna Sabalenka        | 10      | Charleston Open, Charleston     | Terra verde | 3T    | 6-2, 7-5      | 63        |